# VLT de Buffalo
O Metro de Buffalo é um sistema de veículo leve sobre trilhos que serve a cidade estadunidense de Buffalo.